# 怪物
| ウィキペディアには「怪物」という見出しの百科事典記事はありません（タイトルに「怪物」を含むページの一覧/「怪物」で始まるページの一覧）。 代わりにウィクショナリーのページ「怪物」が役に立つかもしれません。 |